# Mônica Salmaso
Mônica Salmaso (São Paulo, 27 de fevereiro de 1971) é uma cantora brasileira  conhecida pelo ecletismo do seu repertório, que abrange um amplo espectro da música brasileira, pela sofisticação do seus arranjos e pelo resgate de composições pouco visitadas.

## Carreira
Mônica Salmaso começou sua carreira cantando na peça "O Concílio do Amor" dirigida pelo premiado diretor Gabriel Villela em 1989.
Em 1995, gravou o CD Afro-sambas, um duo de voz e violão arranjado e produzido pelo violonista Paulo Bellinati, onde interpreta os afro-sambas compostos por Baden Powell e Vinicius de Moraes, recriando assim uma obra que foi vanguarda na década de 60.
Em 1996, gravou com Paulo Bellinati a faixa “Felicidade” de Tom Jobim e Vinícius de Moraes no CD Songbook Tom Jobim, pela Lumiar. Lançou em 1998 pelo selo Pau Brasil seu segundo CD, Trampolim, com a produção de Rodolfo Stroeter e as participações de Naná Vasconcelos, Toninho Ferragutti, Paulo Bellinati, entre outros.
Gravou pela Eldorado em 1999 seu terceiro CD, Voadeira, também produzido por Rodolfo Stroeter. Participam do disco, entre outros, Marcos Suzano, Benjamim Taubkin, Toninho Ferragutti, Paulo Bellinati e Nailor "Proveta" Azevedo. A Associação Paulista de Críticos de Arte (APCA) considerou o álbum um dos dez melhores do ano, e Mônica ganhou o prêmio APCA de Melhor Cantora.
Em 2007, lançou o CD Noites de Gala, Samba na rua, com um repertório de canções de Chico Buarque. Posteriormente, fez uma turnê para divulgar o CD pelo Brasil e em países europeus. O álbum foi indicado para o prêmio de Melhor Álbum de MPB no Grammy Latino de 2007.
Entre 2009 e 2010, participou do projeto "Afro Samba Jazz", dos músicos Mario Adnet e Philippe Powell, que misturaram o Afro Samba criado por Vinicius de Moraes e Baden Powell ao Jazz.
Em 2011, foi lançado o álbum "Alma Lírica Brasileira", um trabalho concebido a seis mãos com seu marido Teco Cardoso (saxofones e flautas) e o regente Nélson Ayres (piano). O álbum foi indicado para o prêmio de Melhor Álbum de MPB no Grammy Latino de 2011, e Mônica venceu o 23º Prêmio da Música Brasileira como Melhor Cantora de MPB.
Em 2014, foi lançado o álbum "Corpo de Baile", contendo 14 canções compostas em parceria por Guinga e Paulo César Pinheiro; várias das canções nunca haviam sido gravadas antes, algumas estando guardadas por 40 anos. Com este álbum, Mônica Salmaso ganhou em 2015 o 26º Prêmio da Música Brasileira na categoria Melhor Cantora de MPB. Sua canção "Sedutora" também foi premiada na ocasião, na categoria Melhor Canção de Pop/rock/reggae/hip-hop/funk.
Em 2017, lançou, pela gravadora Biscoito Fino, o disco “Caipira”, produzido pela própria cantora e pelo flautista Teco Cardoso. O trabalho contou com 14 faixas, entre elas “Caipira” (Breno Ruiz e Paulo César Pinheiro), “Minha vida” (Vieira e Carreirinho) - com participação do violeiro Neymar Dias - “Água da minha sede” (Dudu Nobre e Roque Ferreira), “Feriado na roça” (Cartola), “Bom dia” (Gilberto Gil e Nana Caymmi), “Leilão” (Hekel Tavares e Joracy Camargo), “Açude verde” (Sérgio Santos e Paulo César Pinheiro), “Primeira estrela de prata” (Rafael Alterio e Rita Alterio), “Saíra” (Sérgio Santos), “Saracura três potes” (Cândido Canela e Téo Azevedo) - com participação vocal de Rolando Boldrin - “Baile Perfumado” (Roque Ferreira), “Sonora garoa” (Marco Antonio Vilalba) - com participação do cantor e pianista André Mehmari - e “A velha” (Zezinho da Viola).

## Prêmios e Indicações
| Ano  | Prêmio                      | Categoria                 | Resultado |
| ---- | --------------------------- | ------------------------- | --------- |
| 1999 | Prêmio Visa MPB             |                           | Venceu    |
| 2007 | Grammy Awards               | Best Album - MPB          | Indicado  |
| 2015 | Premio da Música Brasileira | MPB - Melhor Cantora      | Venceu    |
| 2018 | Premio da Música Brasileira | Regional - Melhor Cantora | Venceu    |
| 2018 | Premio da Música Brasileira | Regional - Melhor Álbum   | Venceu    |

## Discografia
| Ano  | Album                              | Gravadora      | Vendas |
| ---- | ---------------------------------- | -------------- | ------ |
| 2017 | Caipira                            | Biscoito Fino  | 10.000 |
| 2014 | Corpo de Baile                     | Biscoito Fino  | 10.000 |
| 2011 | Alma Lírica Brasileira             | Biscoito Fino  | 15.000 |
| 2009 | Noites de Gala, ao vivo            | Biscoito Fino  | 5.000  |
| 2008 | Noites de Gala, Samba na Rua (DVD) | Biscoito Fino  | 15.000 |
| 2008 | Nem 1 ai                           | Pau Brasil     | 10.000 |
| 2007 | Noites de Gala, Samba na Rua       | Biscoito Fino  | 30.000 |
| 2004 | Iaiá                               | Biscoito Fino  | 40.000 |
| 1999 | Voadeira                           | Eldorado       | -      |
| 1998 | Trampolim                          | Pau Brasil     | -      |
| 1995 | Afro-sambas                        | GSP Recordings | -      |

Também participou como cantora convidada em mais de 60 álbuns de outros artistas.